# Eumicrotremus fedorovi
Eumicrotremus fedorovi is een straalvinnige vissensoort uit de familie van snotolven (Cyclopteridae). De wetenschappelijke naam van de soort is voor het eerst geldig gepubliceerd in 1991 door Mandrytsa.